# Фишбахау
Фишбахау (њем. Fischbachau) општина је у њемачкој савезној држави Баварска. Једно је од 17 општинских средишта округа Мисбах. Према процјени из 2010. у општини је живјело 5.469 становника. Посједује регионалну шифру (AGS) 9182114.

## Географски и демографски подаци
Фишбахау се налази у савезној држави Баварска у округу Мисбах. Општина се налази на надморској висини од 771 метра. Површина општине износи 75,8 km². У самом мјесту је, према процјени из 2010. године, живјело 5.469 становника. Просјечна густина становништва износи 72 становника/km².